# Cantonul Nîmes-1
Cantonul Nîmes-1 este un canton din arondismentul Nîmes, departamentul Gard, regiunea Languedoc-Roussillon, Franța.

## Comune
- Nîmes (parțial)

Cantonul omvat de volgende wijken van Nîmes:
- La Placette
- Les Hauts-de-Nîmes
- Quartier d'Espagne
- Montaury
- Allées Jean Jaurès
- Route de Sauve
- Castanet
- Vacquerolles
- Villeverte
- La Cigale
- Carémeau
- L'Eau Bouillie
- Le Saut-du-Lièvre
- Carreau de Lanes